# Otilio Ulate Blanco
Luis Rafael de la Trinidad Otilio Ulate Blanco (1891-1973) foi um jornalista, político e diplomata costarriquenho. Foi presidente da Costa Rica entre 1949 e 1953. Foi embaixador do seu país em Espanha, de 1970 a 1971.